# Huaral
Huaral – miasto peruwiańskie, leżące w departamencie Lima (Departamento de Lima).
Miasto charakteryzuje duża dynamika demograficzna – według spisu z 12 lipca 1981 roku mieszkało tu 34 235 mieszkańców, według spisu z 11 lipca 1993 roku – 54 199 mieszkańców, a według spisu z 18 lipca 2005 roku już 75 455 mieszkańców.
Miasto jest siedzibą klubu piłkarskiego Club Sport Unión Huaral.